# 淺間神社

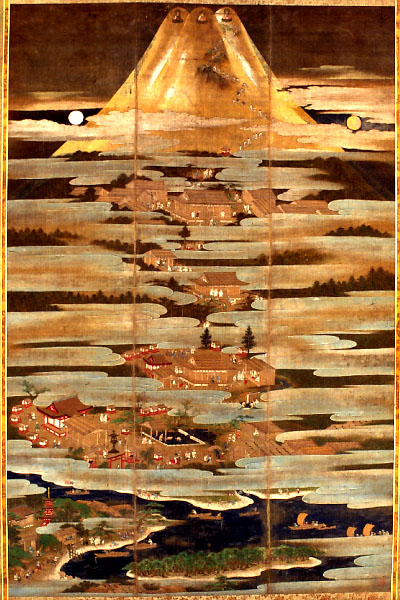
富士山本宮淺間大社的曼荼羅

淺間神社（日语：／ Asama (Sengen) jinja */?），是日本神道教的神社之一，以崇拜火山神為主，特別是富士山。
根據神社本聽的記載，日本全國約有1300座淺間神社，主要集中在靜岡縣和山梨縣，其次是關東地區和愛知縣。幾乎所有的淺間神社都在富士山的視線範圍內。如果因為距離過遠或障礙物而無法清楚看到富士山，則會在神社內豎立用富士山的岩石製作之富士塚以象徵富士山。淺間神社之首是位於靜岡縣富士宮市的富士山本宮淺間大社。
2013年，富士山本宮淺間大社、山宮淺間神社、村山淺間神社、須山淺間神社、北口本宮富士淺間神社、河口淺間神社、富士御室淺間神社奧宮（舊本宮）作為富士山文化遺址的一部分被列入世界文化遺產。

## 神道信仰
淺間神社的主要供奉的神明是木花開耶姬，有時她會和她的父親大山津見或(和)或姊姊石長比賣被一起供奉。關於木花開耶姬的故事，古事記和日本書紀中都有紀載。
在這兩部作品中，木花開耶姬最初都和防火有關。但是，目前沒有具體的說法能夠解釋，為何關於木花開耶姬會在室町時代或江戶時代的某個時期和富士山產生關聯。

## 歷史
淺間一詞有著相當多的不確定性和爭議，但可以確定的是這個詞的原意似乎與火山或火山噴發有關，以及在這些山腳下水泉的存在有關。
根據《萬葉集》的紀載，以新潟縣的淺間山和三重縣的朝熊山為中心的山岳崇拜，似乎和以富士山為中心的山岳崇拜同時出現。然而，現今富士山作為日本最高和最著名的火山，有著眾多的崇拜者，富士山在日本有著舉足輕重的地位。歷史上，富士山曾爆發過18次。平安時代初期，朝廷為了平定富士山，將其授予宮廷等級，並將其尊為淺間大神。
傳說方面，奈良時代有坂上田村麻呂將當時在富士山山坡上的神社上移到低地的故事。另一種方面的傳說，也有將富士山與追求長生不老的巫師聯繫在一起的說法。日本飛鳥時代至奈良時代的知名咒術師役小角，將他傳說中的神秘力量歸功於他在富士山的修行。
從平安時代開始，人們把火山作為水源之地來崇拜，後來更與佛教的真言宗和修驗道做結合。據說，山伏松代聖人曾幾百次登上富士山，並建造了一座寺廟，退隱的鳥羽天皇是他的守護者。
到了室町時代，登富士山的朝聖活動越來越多，作為紀念品和傳播崇拜的曼荼羅也因此開始被製造。這種曼陀羅通常描繪朝聖者在三保之松原登陸，以及在富士山登山的各個階段。山頂被描繪成有三座山峰，山峰上漂浮著各種佛和佛祖。
到了江戶時代，「富士講」，一種對富士山全體神明崇拜的宗教活動相當流行。日本的「講」就是互助會，互助會的成員叫「講員」，「富士講」就是富士山朝聖者的登山互助會。這種「講」的互助會是日本庶民生活的傳統文化之一，「講員」有時會鼓吹購買護身符來保護信徒不受疾病和災難的影響，儘管當時主政者極力反對，但在關東地區非常流行。
明治維新後，富士山崇拜的宗教團體數量急劇下降，當初的「富士講」現在都已歸入神道的各派。

## 相關神社
- 一宮淺間神社(山梨縣笛吹市)
- 小室淺間神社(山梨縣富士吉田市)
- 北口本宮富士淺間神社（山梨縣富士吉田市）
- 富士御室淺間神社(山梨縣富士河口湖)
- 靜岡淺間神社（靜岡縣靜岡市葵區）
- 富士六所淺間神社(靜岡縣富士市)
- 奈良淺神社(奈良町天神社側殿)
- 芸能淺間神社(東京都新宿區)
- 成子富士淺間神社(東京都新宿區)
- 富士淺間大神（東京都文京區）
- 淺間神社（靜岡縣裾野市）
- 淺間神社（靜岡縣沼津市)

## 外部網站
- 富士山本宫纪念馆 （页面存档备份，存于）（官方网站）
- 神道百科全书 （页面存档备份，存于）
- 日本建筑与艺术 （页面存档备份，存于）